# مدت تابش آفتاب
| <۱۲۰۰ ساعت ۱۲۰۰–۱۶۰۰ ساعت ۱۶۰۰–۲۰۰۰ ساعت ۲۰۰۰–۲۴۰۰ ساعت | ۲۴۰۰–۳۰۰۰ ساعت ۳۰۰۰–۳۶۰۰ ساعت ۳۶۰۰–۴۰۰۰ ساعت > ۴۰۰۰ ساعت |

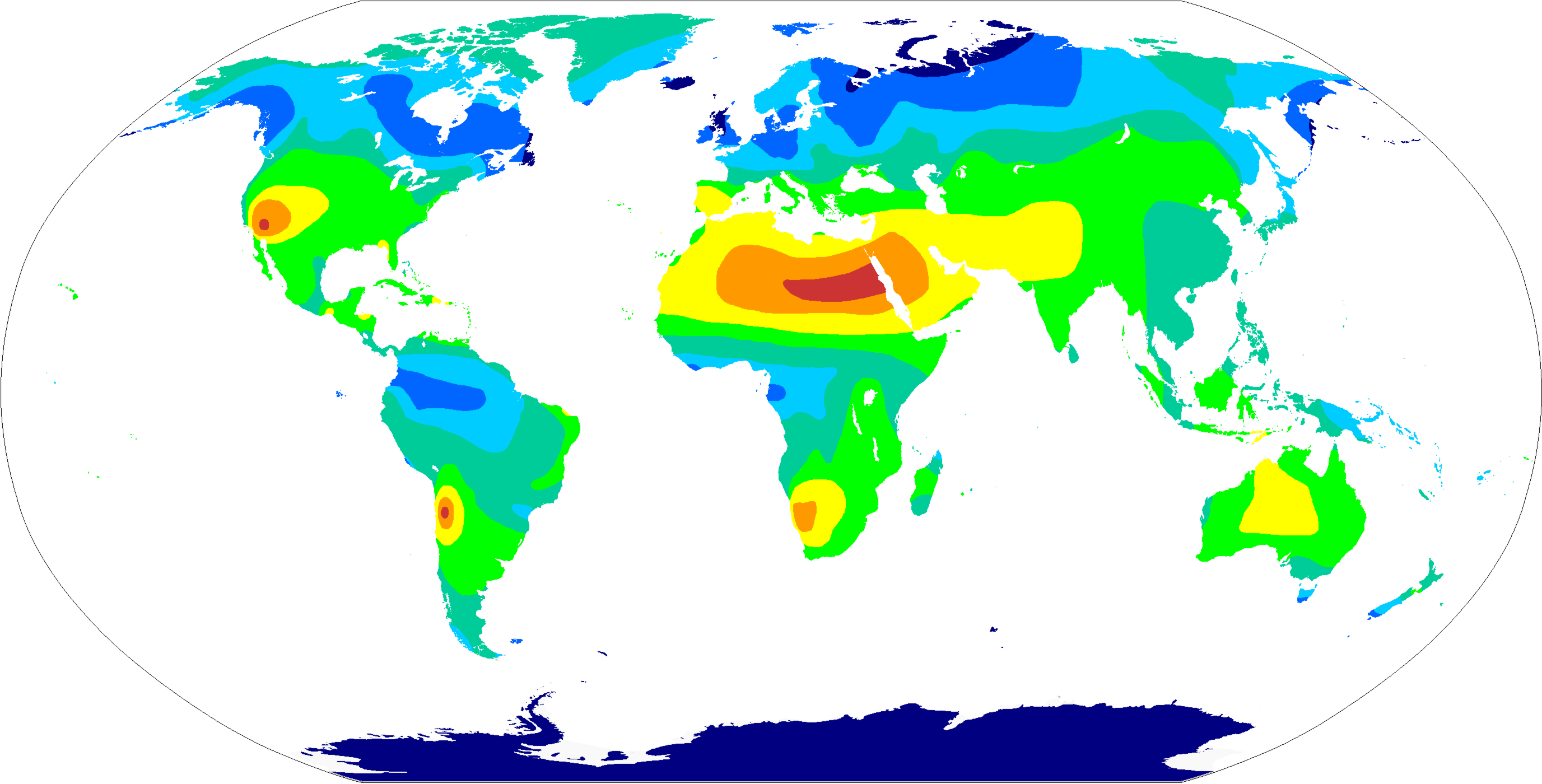
نقشه جهانی مدت تابش سالانه آفتاب. توجه داشته باشید که داده‌های مربوط به قطب جنوب فقط برای سواحل دقیق است. بخش‌هایی از داخل قاره بیش از ۳۶۰۰ ساعت آفتاب سالانه دریافت می‌کنند.

مدت تابش آفتاب یا ساعت‌های تابش آفتاب یک شاخص اقلیمی است، که مدت زمان تابش آفتاب را در یک دوره معین (معمولاً یک روز یا یک سال) برای یک مکان خاص در کره زمین اندازه‌گیری می‌کند، که این مقدار معمولاً به صورت میانگین طی چند سال بیان می‌شود. این یک شاخص کلی از میزان ابری بودن یک مکان است و بنابراین با تابش خورشیدی تفاوت دارد که کل انرژی دریافت‌شده از نور خورشید را در طول یک دوره زمانی معین اندازه‌گیری می‌کند.
مدت تابش آفتاب معمولاً به صورت «ساعت در سال» یا «ساعت در روز» (به‌طور میانگین) بیان می‌شود. مقدار اول نشان‌دهنده میزان عمومی آفتابی بودن یک مکان در مقایسه با سایر مکان‌ها است، در حالی که دومی امکان مقایسه تابش آفتاب را در فصول مختلف در همان مکان فراهم می‌کند. یکی از معیارهای پرکاربرد دیگر، «نسبت مدت زمان ثبت‌شده تابش آفتاب به طول روز» در بازهٔ مورد نظر است.
یک استفادهٔ مهم از داده‌های مدت تابش آفتاب برای توصیف وضعیت آب‌وهوای اماکن، به ویژه استراحتگاه‌های سلامتی است. همچنین از این شاخص اغلب برای معرفی و تبلیغ مقاصد گردشگری استفاده می‌شود.

## تعریف و اندازه‌گیری

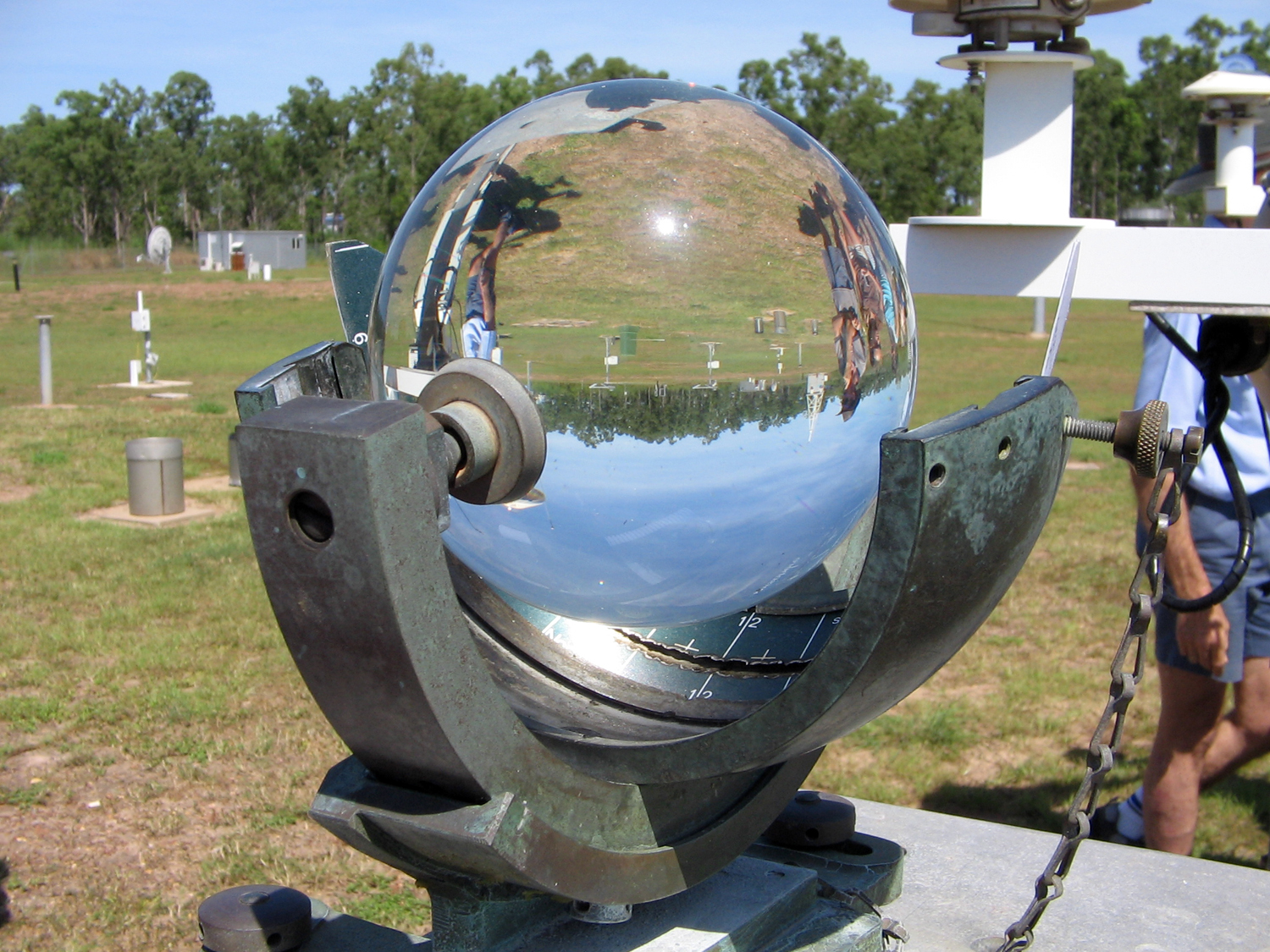
آفتاب‌نگار کمبل استوکس که مدت تابش آفتاب را اندازه‌گیری می‌کند.

با توجه به حداکثر نظری مدت زمان روز برای یک مکان معین، یک نکته عملی نیز در نظر گرفته می‌شود که در آنجا چه میزان نور روز کافی است تا جزئی از «مدت تابش آفتاب» در نظر گرفته شود. مدت تابش آفتاب «درخشان» نشان‌دهنده تمام مدت زمانی است که میزان نور خورشید از آستانه‌ای مشخص شده بیشتر است، برخلاف آن، مدت تابش آفتاب «قابل مشاهده» نشان‌دهنده مقادیر کمتر از حد آستانه است که به اندازه کافی قوی نیست تا گیرنده را تحریک کند؛ این تابش به عنوان مثال در هنگام طلوع و غروب خورشید رخ می‌دهد. اندازه‌گیری مدت تابش آفتاب توسط وسیله‌هایی به نام آفتاب‌نگار انجام می‌شود. آفتاب‌نگارهای کمبل استوکس یکی از انواع آفتاب‌نگار هستند که پرتوهای خورشید را توسط یک لنز شیشه‌ای کروی بر روی یک نوار خاص جمع می‌کند. هنگامی که شدت تابش بیشتر از آستانهٔ از پیش تعیین‌شده باشد، نوار می‌سوزد. نوع دیگری از آفتاب‌نگارها، آفتاب‌نگار جردن است. آفتاب‌نگارهای الکترونیکی جدید نسبت به انواعی که از نوار کاغذی استفاده می‌کند؛ حساسیت بیشتری دارند.
سازمان جهانی هواشناسی (WMO)، در سال ۱۹۶۲ به منظور یکسان‌سازی داده‌های اندازه‌گیری شده در سراسر جهان، یک طرح استاندارد از آفتاب‌نگار کمبل استوکس را به نام آفتاب‌نگار مرجع خلال‌مدت (IRSR) طراحی کرد. سرانجام در سال ۲۰۰۳، مدت تابش آفتاب به عنوان دوره‌ای تعریف شد که طی آن تابش مستقیم خورشید از مقدار آستانه ۱۲۰W/m² تجاوز می‌کند.

## پراکندگی جغرافیایی
دو منطقه عمده با بیشترین مدت زمان تابش آفتاب سالانه، کویر مرکزی و شرقی صحرای بزرگ آفریقا که شامل کشورهای عمدتاً بیابانی مصر، سودان، لیبی، چاد و نیجر و همچنین جنوب غربی ایالات متحده آمریکا (ایالات آریزونا، نوادا و کالیفرنیا) هستند. شهری که ادعای رسمی عنوان آفتاب‌گیرترین شهر جهان را دارد، شهر یوما در ایالت آریزونا با بیش از ۴٬۰۰۰ ساعت آفتاب درخشان سالانه (حدود ۹۱٪ از زمان نور روز) است؛ هرچند بسیاری از کتابهای اقلیم‌شناسی بیان می‌کنند که ممکن است مناطقی با مقدار تابش آفتاب بیشتر در شمال آفریقا وجود داشته باشد. آفتابی‌ترین ماه جهان ماه دسامبر در مناطق شرقی قطب جنوب است که تقریباً ۲۳ ساعت روز خورشید «درخشان» دارد.
برعکس، عرض‌های جغرافیایی بالاتر (بالاتر از ۵۰ درجه شمالی و جنوبی)، دارای آب‌وهوایی بسیار ابری‌تر و ناپایدارتر و بارانی هستند و اغلب کمترین مقدار مدت تابش آفتاب را در سال دارند. مناطق با آب و هوای معتدل اقیانوسی مانند مناطق شمال غربی اروپا، سواحل شمال غربی کانادا و مناطقی از جزیره جنوبی نیوزیلند نمونه ای از آب و هوای خنک، ابری، مرطوب و بارانی است که در آن مقادیر مدت تابش آفتاب بسیار کم است. توشهاون در جزایر فارو یکی از ابری‌ترین مناطق جهان با تنها ۸۴۰ ساعت آفتاب سالانه است.